# Haroldo Eiras
Haroldo Guimarães Eiras (Rio de Janeiro, 20 de janeiro de 1919 – 7 de outubro de 1980) foi um cantor, compositor e radialista brasileiro.

## Vida profissional

### Cantor e compositor
Haroldo estudou sob Pasquale Gambardella. Na década de 1940, iniciou sua carreira musical na Orquestra Napoleão Tavares, apresentando-se em diversas emissoras, como a Rádio Mayrink Veiga e a Rádio Nacional do Rio de Janeiro.
Haroldo Eiras compôs músicas em parceria com Waldyr Finotti ("Um beijo por esta canção" e "Nós dois a sós"). Sua composições foram gravadas por grandes nomes do rádio, incluindo Angela Maria, Os Cariocas, Cauby Peixoto, Dick Farney, Francisco Carlos ("Adorável como um sonho", em parceria com Ciro Vieira da Cunha), Johnny Alf, Jorge Goulart, Linda Batista, Nelson Ned e Orlando Dias.

### Rádio e TV
No rádio, Haroldo Eiras trabalhou na estação Jornal do Brasil. Na rádio Metropolitana, apresentava três vezes por semana o Programa Haroldo Eiras. Em 1956, recebeu o prêmio de melhor disk-jockey do ano.
Na TV Tupi, apresentava semanalmente a Sua Manhã de Domingo, em que trazia convidados da música e do cinema.

## Vida pessoal
Haroldo Eiras era filho do professor e médico Dr. Eiras e neto do poeta Luiz Guimarães. Casado por volta de 1955 com D. Bilá, Haroldo teve três filhos, inclusive o ator Fernando Eiras.
 

Haroldo era médium de Umbanda, tendo gravado diversos pontos e canções e assinado uma coluna sobre curimbas na revista A Caminho da Luz.